# Chiriquia concinna
Chiriquia concinna är en insektsart som först beskrevs av Bolívar, I. 1887.  Chiriquia concinna ingår i släktet Chiriquia och familjen torngräshoppor. Inga underarter finns listade i Catalogue of Life.